# 議会共和制
議会共和制（英語: parliamentary republic）とは、議院内閣制の下に施行される共和政であり、そこから行政府（政府）は正当性を得る一方、立法府（議会）に対する説明責任を負っている。議会共和制には幾つかの変化形がある。その大半には政府の長と国家元首との明確な区別があり、立憲君主制と同様に政府の長が実権を握っている。ただし一部の国の国家元首には、その国が議会共和制か立憲君主制であるかに関わらず、その裁量による「留保権」が与えられており、一連の政治過程での党に属さぬ「審判員」役を務め、その国の憲法が守られるのを保障するようにしている。 国家元首と政府の長の役割を統合させて大統領制のようであるが、議会の権限に依拠するものもある（議会統治制）。
上記の最初の場合は行政府の形式が、政府の長と国家元首を分ける半大統領制やその他とは異なっており、首相（またはプレミア）を議会の信任にかけて任期が柔軟である一方、国家元首は議会に依拠することがなく行政権の大部分を政府の長に委任している。

## 権限
大統領制や半大統領制の下で施行される共和政とは対照的に、国家元首には行政大統領が持つような行政権がないのが普通であり（「留保権」やそれ以上の影響力を持つこともあるが）、それらの権限の多くは政府の長（首相）に付与されている。
ただし国家元首の任期が議会に依拠している議会共和制においては、政府の長と国家元首が一体になりうる（ボツワナ、マーシャル諸島、ナウル、南アフリカのように）、そしてその大統領は多くのウェストミンスター制における首相とほぼ同じように選出される。これは通常、その者が議会で最大の政党または政党連合の党首であることを意味している。
大統領が法的に行政権を持って日々の政権運営にあたることが認められる場合もあるが（オーストリアやアイルランドのように）、慣例によりこれらの権限は行使されないか、議会または政府の長の助言に効力を与えるためにのみ行使される。したがって一部の議会共和政は、半大統領制によるが議院内閣制の下で行われると見なされている。